# Сумчатые мыши
Сумчатые мыши, или широконогие сумчатые мыши (лат. Antechinus) — род млекопитающих семейства хищных сумчатых.

## Виды и распространение
В роде сумчатых мышей выделяется 15 современных видов:
- Antechinus adustus обитает в северной части австралийского штата Квинсленд
- Antechinus agilis обитает в австралийских штатах Виктория и в южной части Нового Южного Уэльса
- Antechinus argentus обитает в национальном парке Крумбит-Топс[англ.], Квинсленд
- Antechinus arktos — Квинсленд
- Пятнистоглазая сумчатая мышь (Antechinus bellus) обитает в Северной территории
- Желтоногая сумчатая мышь (Antechinus flavipes) — полуостров Кейп-Йорк, штаты Виктория, Южная Австралия, юго-западная часть Западной Австралии
- Сумчатая мышь Годмана (Antechinus godmani) — Квинсленд
- Коричневая сумчатая мышь (Antechinus leo) — полуостров Кейп-Йорк
- Antechinus mimetes обитает в юго-восточной части штата Квинсленд, восточной части штата Новый Южный Уэльс, южной части штата Виктория
- Малая сумчатая мышь (Antechinus minimus) — остров Тасмания
- Antechinus mysticus — Квинсленд
- Бурая сумчатая мышь (Antechinus stuartii) обитает в штате Новый Южный Уэльс
- Antechinus subtropicus обитает в субтропической зоне восточного побережья Австралии
- Сумчатая мышь Свенсона (Antechinus swainsonii) — остров Тасмания
- Antechinus vandycki — остров Тасмания

По данным сайта Paleobiology Database, на январь 2021 года в род включают 3 вымерших вида, описанных из среднего плейстоцена Квинсленда:
- Antechinus puteus Van Dyck, 1982
- Antechinus yammal Cramb & Hocknull, 2010
- Antechinus yuna Cramb & Hocknull, 2010

В конце XX века из состава вида Antechinus stuartii были выделены три самостоятельных вида сумчатых мышей, которые ранее считались его подвидами: Antechinus agilis, Antechinus subtropicus, Antechinus adustus.
Сумчатые мыши обитают в Австралии, в том числе на острове Тасмания и других близлежащих островах, а также на острове Новая Гвинея. Большинство видов встречается в Австралии и только два — на Новой Гвинее. Как правило, обитают в лесах от густых до сильно разреженных (в эвкалиптовых лесах).

## Внешний вид
Имеют небольшие размеры. Длина тела колеблется от 80 до 120 мм. Масса — 16—170 г. Волосяной покров короткий и довольно грубый. Окрас варьирует от серого до тёмно-коричневого.

## Образ жизни
Питаются насекомыми и мелкими позвоночными. Являются наземными животными, хотя некоторые виды могут и лазать по деревьям.

## Размножение
Период размножения приходится на июль-август. В приплоде обычно от трёх до восьми детёнышей, которые остаются с матерью в течение трёх месяцев. Половая зрелость наступает в девять месяцев. В отличие от крупных сумчатых сумка у сумчатых мышей отсутствует. Однако у некоторых видов имеется складка кожи. После спаривания, которое может продолжаться до 12 часов, самец умирает. Его иммунная система разрушается от длительного спаривания и подготовки к спариванию, а также от борьбы с самцами-соперниками. Поэтому часто самцы не доживают до своего первого дня рождения.